# Einsiedler-Ringbeutler
Der Einsiedler-Ringbeutler (Pseudochirops coronatus), auch Großer Langhaar-Ringbeutler genannt, ist ein Beutelsäuger aus der Familie der Ringbeutler, der im Arfakgebirge auf der Vogelkop-Halbinsel im Westen von Neuguinea vorkommt.

## Merkmale
Einsiedler-Ringbeutler haben eine Kopf-Rumpf-Länge von etwa 35 cm, eine Schwanzlänge von 28 bis 33 cm und ein Gewicht von ca. 1 kg. Die Tiere sind dem Langhaar-Ringbeutler (Pseudochirops albertisii) zum Verwechseln ähnlich und unterscheiden sich von dieser Art dadurch, dass sie etwas größer und massiger sind (1,5 kg vs. 640 bis 875 g) und weichere und längere Körperhaare aber kürzere Haare auf dem Schwanz haben. Beim Einsiedler-Ringbeutler ist das Bauchfell dunkelgrau, beim Langhaar-Ringbeutler hell. Die Zähne des Einsiedler-Ringbeutlers sind deutlich größer als die des Langhaar-Ringbeutlers. Im Unterschied zum Kupferringbeutler (Pseudochirops cupreus) ist beim Einsiedler-Ringbeutler das letzte Schwanzdrittel behaart.

## Vorkommen, Lebensraum und Lebensweise

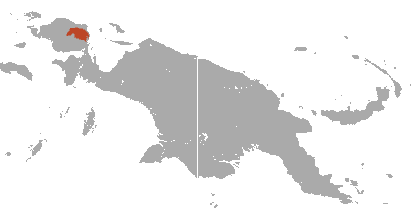
Verbreitungskarte des Einsiedler-Ringbeutlers

Der Einsiedler-Ringbeutler kommt im Arfakgebirge auf der Vogelkop-Halbinsel ausschließlich in Primärwäldern, die frei von menschlichen Siedlungen sind, in Höhen von 1000 bis 2250 Metern vor. Verhalten und Lebensweise der Tiere sind bisher nicht erforscht worden.

## Gefährdung
Der Einsiedler-Ringbeutler gilt als „gefährdet“ (Vulnerable). Mögliche Gefahren für den Bestand der Tiere liegen in der Jagd durch den Menschen zur Gewinnung von Bushmeat und dem Verlust ihres Lebensraumes Waldrodungen.